# Capizzone
Capizzone – miejscowość i gmina we Włoszech, w regionie Lombardia, w prowincji Bergamo.
Według danych na styczeń 2009 gminę zamieszkiwało 1310 osób przy gęstości zaludnienia 285,4 os./1 km².